# 알렉스 보예
알렉스 보예(Alex Boyé, 1970년 8월 16일 ~ )는 영국 출신의 나이지리아계 미국 가수이며, 재즈, 팝, 힙합, 가스펠, 헤비 메탈, 아프리카 전통 음악 등 다양한 장르를 넘나드는 가수이다.

## 소개
보예는 1995년 유럽 보이 밴드인 "어썸" (Awesome)의 리드 보컬로 데뷔하였다. 어썸은 곧 유니버설 뮤직 그룹과 음반 발매 계약을 맺고 유럽 차트 상위권을 달성하며 50만장 이상의 판매고를 올렸다.
어썸의 리드 보컬로 승승장구하던 알렉스 보예는 영혼의 갈증을 느꼈고 1999년 솔로로 전향하여 2000년 첫 솔로 앨범을 발매했다. 모르몬교의 본산인 미국 유타주 솔트레이크시티로 이주한 뒤로는 자신의 모르몬교 신앙을 바탕으로 한 음악을 만드는데 주력하였고, 2006년부터 모르몬 태버내클 합창단에서 활동하였다.
최근에는 다른 가수의 인기곡을 아프리카 전통 음악 버전으로 커버한 영상으로 많은 주목을 받고 있다. 대표적인 커버 영상으로는 겨울왕국 OST Let It Go, 마크 론슨의 Uptown Funk, 패럴 윌리엄스의 Happy, 라이온 킹 OST의 Circle Of Life 등이 있다.

## 주요 활동
- 2017년 Hard Rock Rising 2017 Battle of the Bands 그랑프리 우승
- 2015년 America’s Got Talent 시즌 10 출연 심사위원 만장일치로 통과하며 Judge Cuts Week 4까지 진출 (https://www.youtube.com/watch?v=HmlURwbNS10)
- 2015년 Governor's Mansion Artist Award 수상
- 2014년 원보이스 어린이 합창단과 콜라보한 겨울 왕국 OST "렛잇고" 커버 영상 누적 9200만 뷰
- 2014년 유튜브 베스트 팝 커버 영상으로 선정 (https://www.youtube.com/watch?v=DAJYk1jOhzk)

이외 다수의 앨범 발매 및 영화와 텔레비전 프로그램에 출연했다.